# Basílica de la Natividad
La Basílica de la Natividad  en Belén (Palestina) es uno de los templos cristianos en uso más antiguos del mundo. Fue construida sobre la cueva, más conocida como portal de Belén, donde según la tradición cristiana se cree que nació Jesús de Nazaret. La primera edificación de este templo data del siglo IV, por orden del emperador romano Constantino I. El estilo arquitectónico es el paleocristiano. Es un edificio religioso compartido por la Iglesia ortodoxa, la Iglesia apostólica armenia y la Iglesia católica con derechos menores para los ortodoxos sirios y coptos.
Se encuentra en el lugar en el cual según dos de los evangelios canónicos; Mateo y Lucas, mencionan que tuvo lugar el nacimiento de Jesús, situándolo ambos en Belén.Lucas menciona el pesebre: "Y dio a luz a su hijo. Lo envolvió en pañales y lo acostó en un pesebre, porque no había lugar para ellos." Actualmente se encuentra bajo la custodia de siete Iglesias cristianas, la católica, la Ortodoxa griega, la Ortodoxa armenia, la Ortodoxa egipcia, la Ortodoxa siria y la Ortodoxa etíope.

## Historia
Se cree que el lugar sagrado conocido como Gruta de la Natividad es el pesebre donde nació Jesús . En 135, el emperador Adriano hizo que el sitio sobre la gruta se convirtiera en un lugar de culto para Adonis, el amante mortal de Afrodita, la diosa griega de la belleza y el deseo. Jerónimo de Estridón afirmó en 420 que la gruta había sido consagrada al culto de Adonis, y que se plantó allí un bosque sagrado para borrar por completo el recuerdo de Jesús del mundo.

### Construcción
La primera basílica construida en este lugar fue mandada construir por el emperador Constantino I, en el lugar señalado por su madre, la emperatriz Helena.y el obispo Makarios I de Jerusalén.La construcción comenzó en el año 326bajo la supervisión de Makarios, que siguió las órdenes de Constantino,y fue inaugurada el 31 de mayo del año 339—sin embargo, ya había sido visitada en el año 333 por el peregrino de Burdeos—en cuyo momento ya estaba en uso.
La construcción de esta iglesia primitiva se llevó a cabo como parte de un proyecto más amplio después del Primer Concilio de Nicea durante el reinado de Constantino, cuyo objetivo era construir iglesias en los sitios que en ese momento se suponía que habían sido testigos de los eventos cruciales en la vida de Jesús.El diseño de la basílica se centró en tres secciones arquitectónicas principales:
- En el extremo oriental, un ábside de forma poligonal (pentágono quebrado, en lugar del octógono completo propuesto, pero improbable), rodea una plataforma elevada con una abertura en su piso de unos 4 metros de diámetro que permitía una vista directa del lugar de la Natividad debajo. Un deambulatorio con habitaciones laterales rodeaba el ábside.[12]
- Una basílica de cinco naves en continuación del ábside oriental, un tramo más corto que la reconstrucción justiniana aún en pie.[12]
- Un atrio porticado.[12]

La estructura fue quemada y destruida en una de las revueltas samaritanas de 529 o 556, en la segunda de las cuales los judíos parecen haberse unido a los samaritanos.

### Basílica de Justiniano
La basílica fue reconstruida en su forma actual en el siglo VI por iniciativa del emperador bizantino Justiniano I (527-565), después de la destrucción de 529 o 556.Probablemente se llevó a cabo después de la muerte del Emperador, como lo indica la datación de los elementos de madera incrustados en las paredes de la iglesia entre 545 y 665, que fue proporcionada por los análisis dendrocronológicos realizados durante las recientes obras de restauración.
Los persas, bajo el mando de Cosroes II, invadieron Palestina y conquistaron la cercana Jerusalén en el año 614 , pero no destruyeron la estructura. Según la leyenda, su comandante Shahrbaraz se sintió conmovido por la representación sobre la entrada de la iglesia de los Tres Reyes Magos con la vestimenta de los sacerdotes persas zoroastrianos, por lo que ordenó que se perdonara la construcción.

### Época de las Cruzadas
La iglesia de la Natividad fue utilizada como la principal iglesia de coronación de los reyes cruzados , desde el segundo gobernante del Reino Latino de Jerusalén en 1100 y hasta 1131. En una fase anterior a partir de c.  1130, los cruzados promovieron la redecoración del edificio en el medio de la pintura mural: imágenes de santos se exhibieron en las columnatas central y sur de la nave, en gran parte por iniciativa de donantes privados, como lo demuestra el uso frecuente de inscripciones dedicatorias y retratos. Restos de un ciclo de escenas narrativas se conservan en el pilar noroeste del coro y los transeptos sur, así como en la capilla ubicada debajo del campanario.Los cruzados llevaron a cabo una extensa decoración y restauración de la basílica y sus terrenos,  un proceso que continuó hasta 1169, de 1165 a 1169 incluso a través de una especie de "empresa conjunta" entre el obispo latino de Belén, Raúl, el rey latino Amalarico I de Jerusalén y el emperador bizantino Manuel I Comneno. Como se detalla en la inscripción bilingüe en griego y latín en el espacio del altar, la decoración del mosaico fue realizada por un trabajo en equipo encabezado por un pintor llamado Efraín. Otra inscripción bilingüe, latina y siríaca, ubicada en la mitad inferior de un panel de mosaico que muestra un ángel en la pared norte de la nave da testimonio del trabajo de un pintor llamado Basilio, que probablemente era un sirio melquita local. Los dos artistas colaboraron dentro del mismo taller.

### Períodos ayubí y mameluco

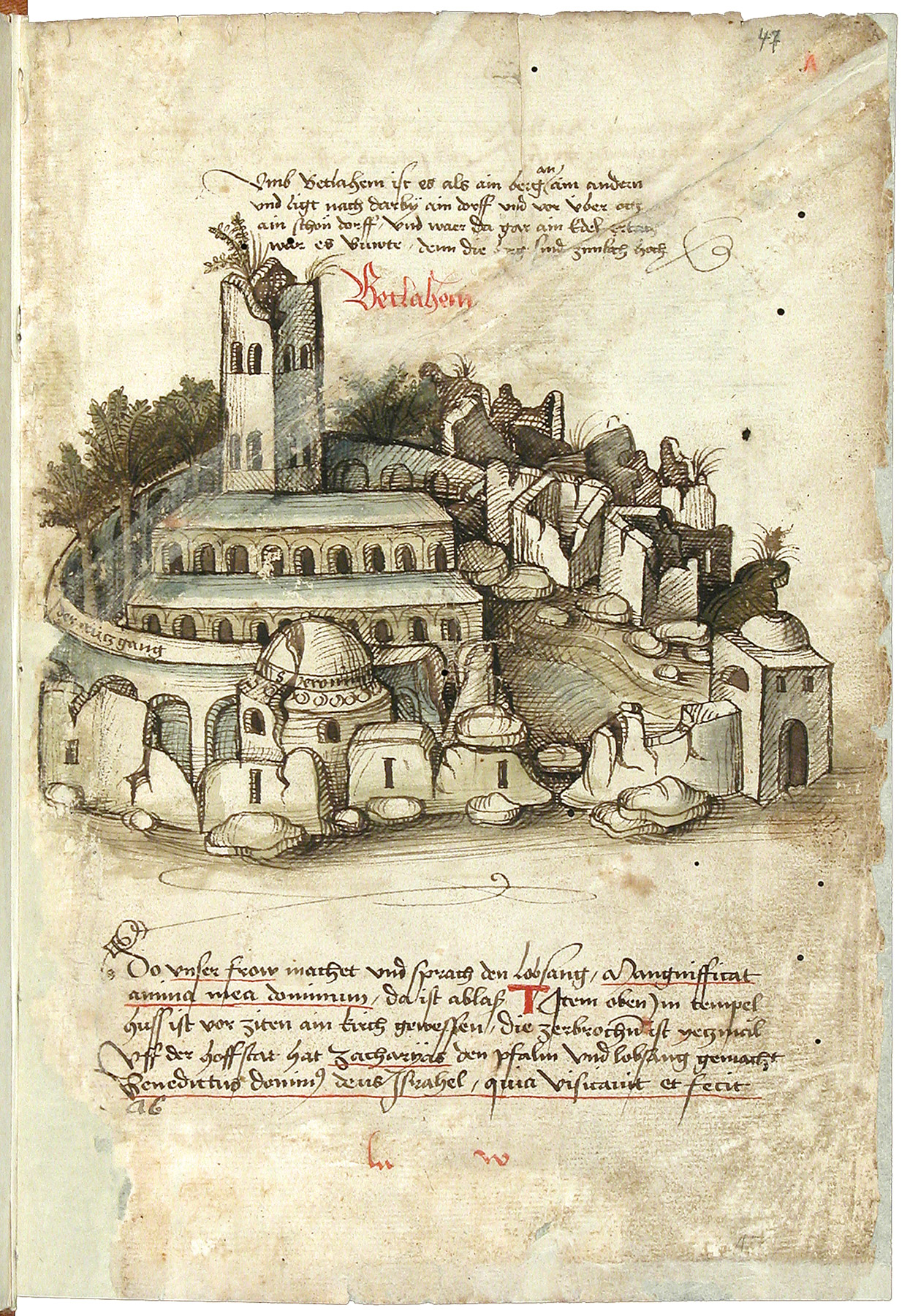
La basílica y sus jardines tal como se representan en una obra publicada en 1487.

La conquista ayubí de Jerusalén y sus alrededores en 1187 no tuvo consecuencias para la iglesia de la Natividad. Al clero greco-melquita se le concedió el derecho a servir en la iglesia, y casi inmediatamente se hicieron concesiones similares también a otras confesiones cristianas.
En el año 1227 la iglesia fue embellecida con una puerta de madera elegantemente tallada, cuyos restos aún se pueden ver en el nártex. Como se detalla en su doble inscripción, armenia y árabe, fue realizada por dos monjes armenios, el padre Abraham y el padre Arakel, en tiempos del rey Haitón I de Armenia (1224-1269) y el emir de Damasco, y el sobrino de Saladino, al-Mu'azzam Isa.En 1229 el emperador del Sacro Imperio Romano Germánico, Federico II, firmó un acuerdo con el sultán Al-Kamil que condujo a la restitución de los Santos Lugares a los cruzados. La propiedad de la iglesia de la Natividad volvió a manos del clero latino con la condición de que se permitiera a los peregrinos musulmanes visitar la cueva sagrada.La hegemonía latina probablemente duró hasta la incursión de los turcos corasmios en abril de 1244. En esa ocasión, los tesoros de la iglesia, ahora preservados en el Museo Terra Sancta en Jerusalén, fueron escondidos bajo tierra y redescubiertos recién en 1863. La iglesia fue devastada, pero no destruida; el daño más importante fue la dilapidación de su techo.
Bajo el dominio mameluco, la iglesia fue utilizada por diferentes denominaciones cristianas, entre ellas griegos, armenios, coptos, etíopes y sirios. En 1347, los franciscanos de la recién creada Custodia de Tierra Santa obtuvieron la propiedad del antiguo monasterio de los canónigos regulares situado al norte de la basílica. Los frailes lograron obtener un papel hegemónico en Belén hasta el período otomano.
Desde finales del siglo XIII, los peregrinos lamentan el deterioro del interior de la iglesia por orden de las autoridades mamelucas: en particular, los revestimientos de mármol de las paredes y el suelo fueron eliminados gradualmente, hasta desaparecer por completo.
El Ducado de Borgoña comprometió recursos para restaurar el techo en agosto de 1448,  y varias regiones contribuyeron con suministros para reparar el techo de la iglesia en 1480: Inglaterra proporcionó el plomo, el Reino de Borgoña proporcionó la madera y la República de Venecia proporcionó la mano de obra.

### Periodo otomano

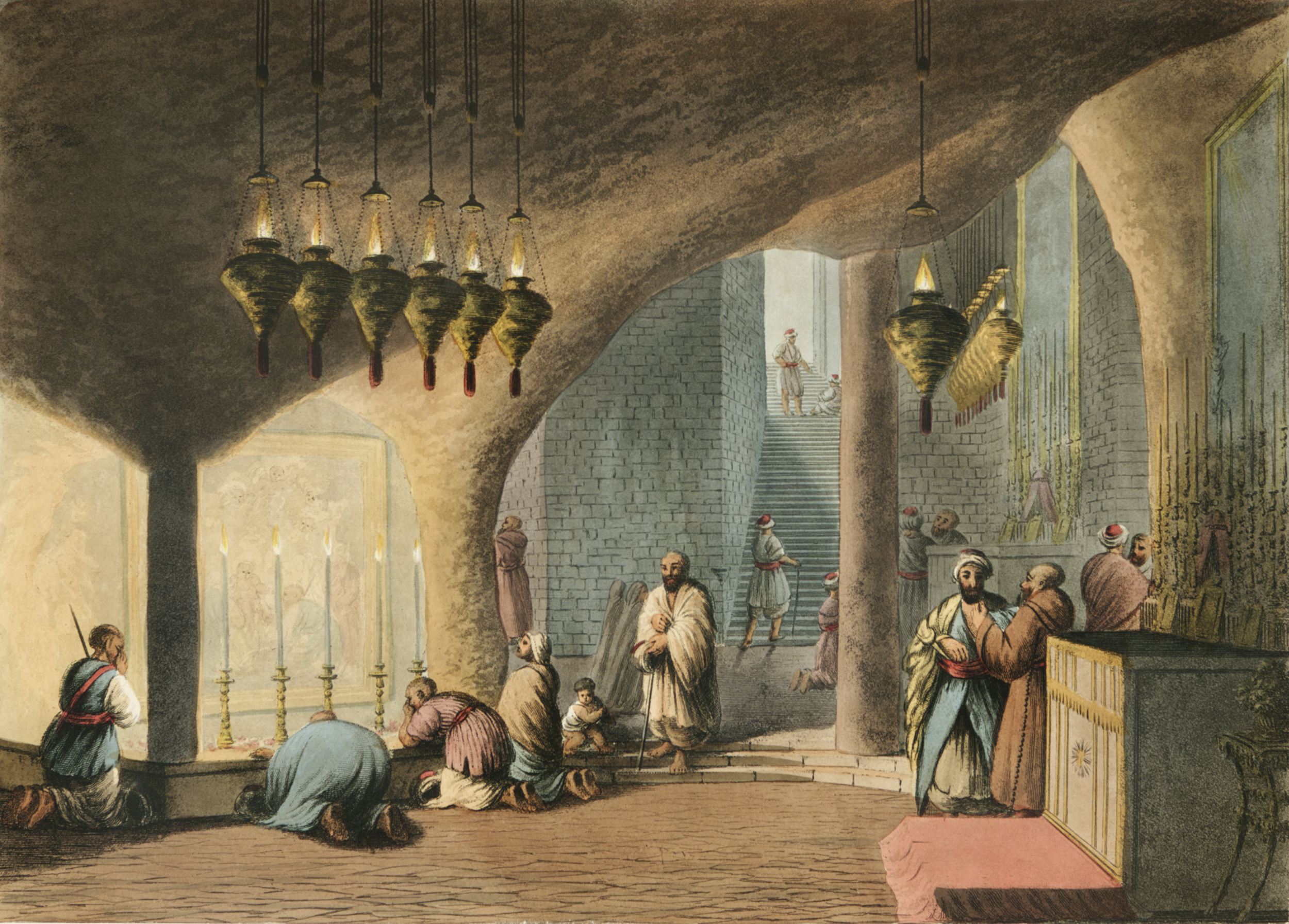
La Gruta de la Natividad, pintada por Luigi Mayer, finales del

Tras la conquista otomana de Palestina en 1516, la iglesia de la Natividad sufrió una larga decadencia. La nave fue abandonada en gran parte y utilizada para fines profanos. Con el objetivo de evitar que la gente entrara en la iglesia con caballos y ganado, la entrada principal fue tapiada y transformada en una puerta diminuta, conocida hasta nuestros días como la "Puerta de la Humildad", ya que los visitantes se ven obligados a agacharse para atravesarla.Un presbiterio elevado, provisto de tres puertas, separaba completamente la nave del extremo este del edificio, que estaba reservado para las actividades litúrgicas. El período otomano se caracterizó por el aumento de las tensiones entre las diferentes denominaciones cristianas. En 1637, los griegos obtuvieron la hegemonía por la Sublime Puerta y los franciscanos fueron expulsados de la santa cueva. En 1621, el patriarca armenio Grigor Paronter compró los edificios parcialmente en ruinas al sur del patio y estableció allí un monasterio y un hospicio para peregrinos. En 1639, el pintor cretense Jeremías Palladas recibió el encargo del patriarca griego de pintar nuevos iconos para embellecer la iglesia. En 1671 se realizaron más trabajos por iniciativa del patriarca Dositeo II. En 1675, Dositeo logró hacerse con el control también de la nave, y promovió la restauración del suelo y el techo, así como la realización de un nuevo iconostasio. Los franciscanos recuperaron sus derechos en 1690, pero perdieron su hegemonía una vez más en 1757, cuando a los ortodoxos griegos se les concedió la plena propiedad de la iglesia superior y la autorización para conservar las llaves de la gruta. Después, se promovió una redecoración de la iglesia: se pavimentó de nuevo la nave, se dotó al bema de un iconostasio solemne y se erigió un baldaquino de madera sobre el altar mayor.
Debido a las ininterrumpidas infiltraciones de agua desde el techo, los mosaicos de las Cruzadas comenzaron a caerse, como está documentado en muchos relatos de peregrinos desde el siglo XVI en adelante.

### SigloXIX

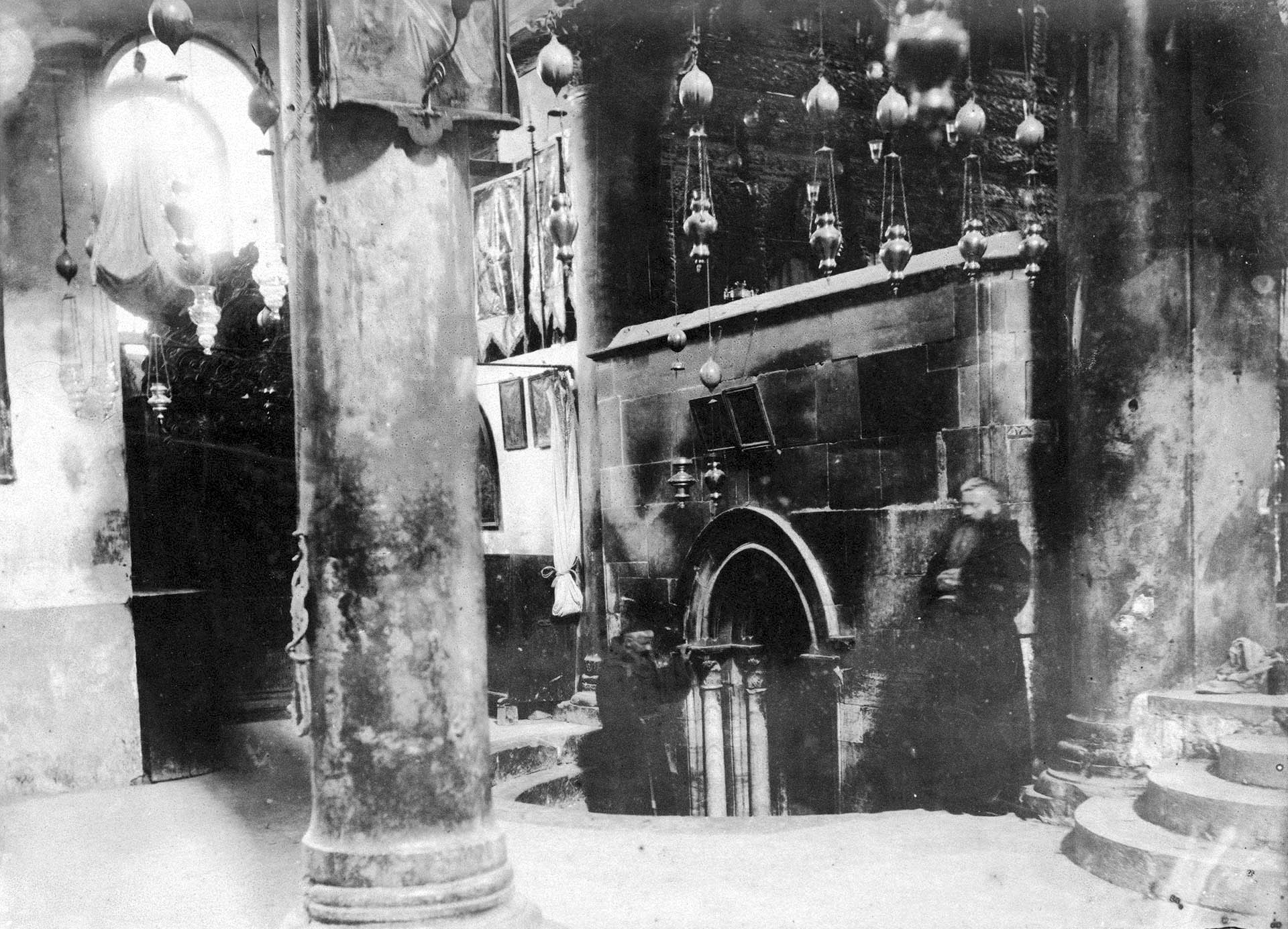
Escaleras del norte hacia la Gruta en la década de 1880.

Los terremotos infligieron daños significativos a la iglesia de la Natividad entre 1834 y 1837. El terremoto de Jerusalén de 1834 dañó el campanario de la iglesia, los muebles de la cueva sobre la que está construida la iglesia y otras partes de su estructura. Daños menores fueron infligidos además por una serie de fuertes réplicas en 1836 y el terremoto de Galilea de 1837. Como parte de las reparaciones ejecutadas por los ortodoxos griegos después de recibir un firman en 1842, se construyó un muro entre la nave y los pasillos, utilizados en ese momento como mercado, y la parte oriental de la iglesia que contiene el coro, lo que permitió que el culto continuara allí.
La estrella de plata, de gran importancia religiosa, que marcaba el lugar exacto del nacimiento de Jesús fue retirada en octubre de 1847 de la Gruta de la Natividad por los ortodoxos griegos.La iglesia estaba bajo el control del Imperio otomano, pero alrededor de la Navidad de 1852, Napoleón III de Francia obligó a los otomanos a reconocer a la Francia católica como la "autoridad soberana" sobre los lugares sagrados cristianos en Tierra Santa. El sultán de Turquía reemplazó la estrella de plata en la gruta, completa con una inscripción en latín, pero el Imperio ruso ortodoxo cristiano cuestionó el cambio de autoridad. Citaron el Tratado de Küçük Kaynarca y luego desplegaron ejércitos en el área del Danubio. Como resultado, los otomanos emitieron firmanes que esencialmente revertían su decisión anterior, renunciando al tratado francés y restaurando a los cristianos ortodoxos la autoridad soberana sobre las iglesias de Tierra Santa por el momento, aumentando así las tensiones locales; y todo esto alimentó el conflicto entre los imperios ruso y otomano por el control de los lugares sagrados en la región.

### SigloXXyXXI

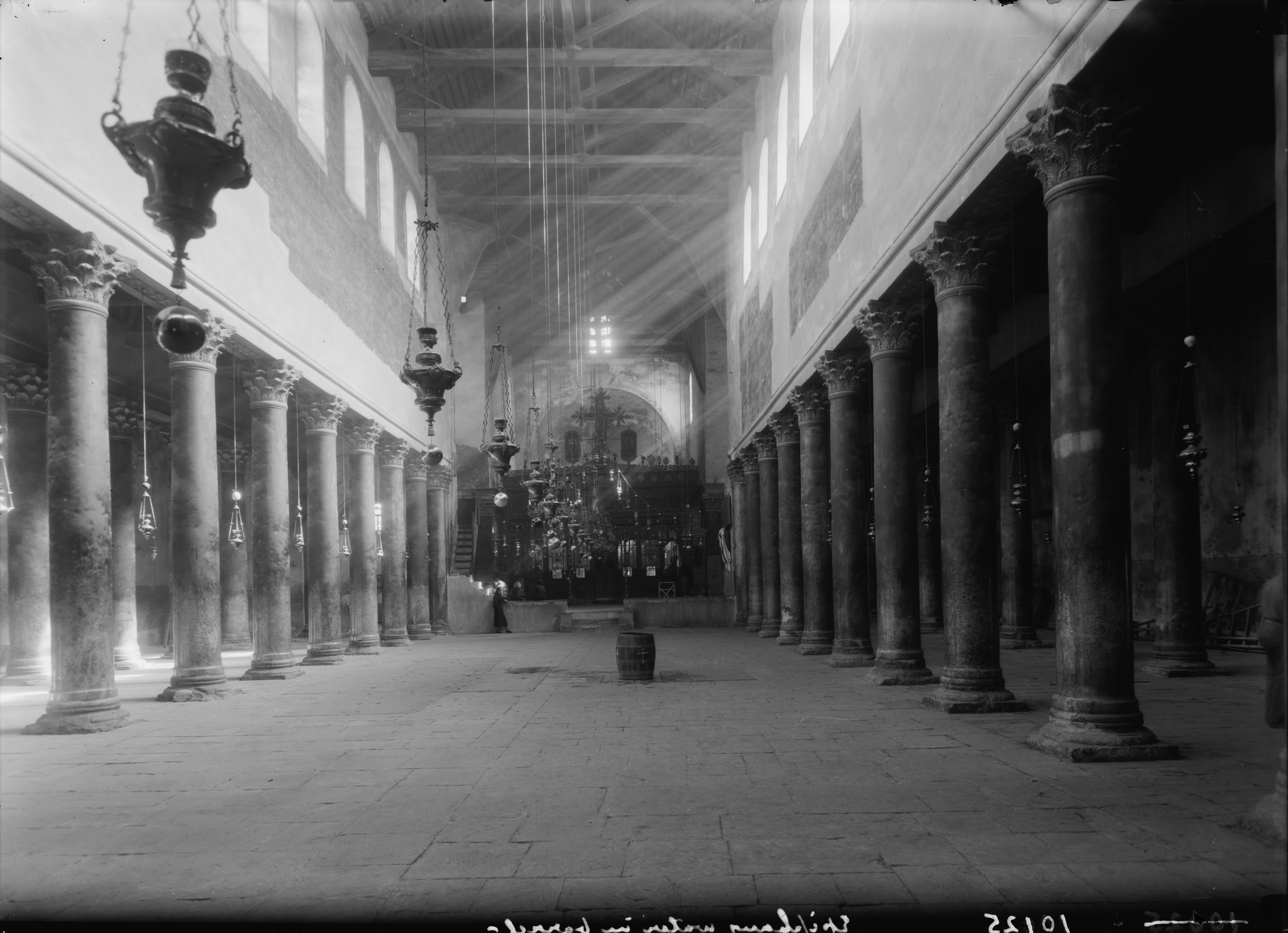
Interior de la basílica en los años 30.

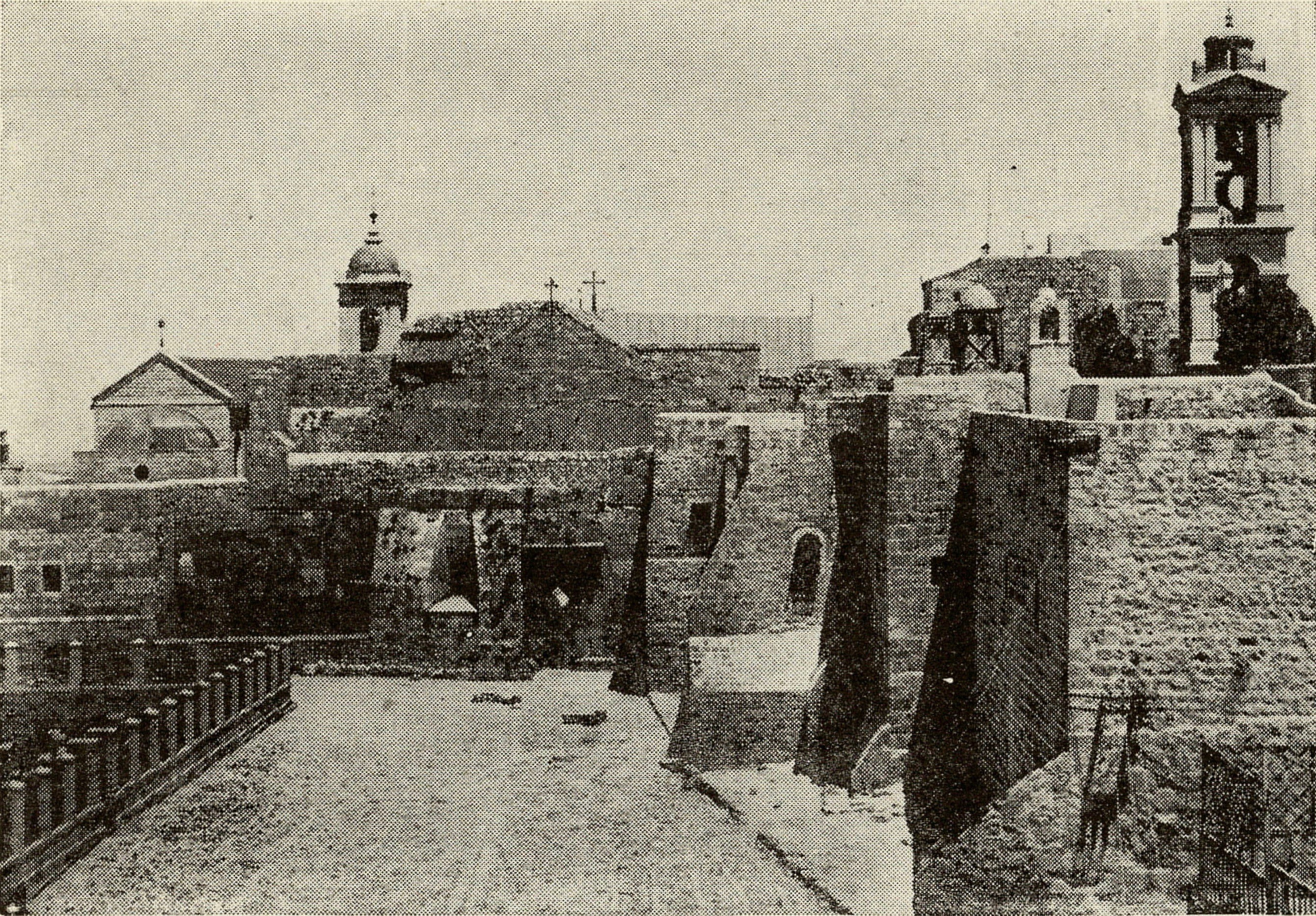
La fachada de la basílica, hacia 1940.

En 1918, el gobernador británico, Ronald Storrs, demolió el muro erigido en 1842 por los ortodoxos griegos entre la nave y el coro.El pasadizo que une la cueva de San Jerónimo con la cueva de la Natividad fue ampliado en febrero de 1964, permitiendo un acceso más fácil a los visitantes. El empresario estadounidense Stanley Slotkin estaba de visita en ese momento y compró una cantidad de escombros de piedra caliza, más de un millón de fragmentos irregulares de unos 5 mm de diámetro. Los vendió al público envueltos en cruces de plástico y se anunciaron en anuncios publicitarios en 1995.
En 2002, unos 200 palestinos, 50 de ellos armados, entraron y ocuparon la Basílica de la Natividad durante 39 días, buscando refugio contra las Fuerzas de Defensa de Israel debido a los atentados suicidas ocurridos en Cisjordania. Francotiradores del ejército israelí mataron a 7 de ellos e hirieron a más de 40 personas durante el sitio a la Basílica. Luego de extensas negociaciones, 13 militantes fueron deportados a Chipre y otros 26 fueron transferidos a la Franja de Gaza.
En 2012, el complejo de la iglesia se convirtió en el primer sitio palestino en ser incluido en la Lista del Patrimonio de la Humanidad por el Comité del Patrimonio Mundial en su 36.ª sesión el 29 de junio.Fue aprobado por una votación secreta de 13 a 6 en el comité de 21 miembros, según la portavoz de la UNESCO Sue Williams, y después de un procedimiento de candidatura de emergencia que evitó el proceso de 18 meses para la mayoría de los sitios, a pesar de la oposición de los Estados Unidos e Israel. El sitio fue aprobado bajo los criterios cuatro y seis. Fue incluido en la Lista del Patrimonio Mundial en Peligro de 2012 a 2019, ya que sufría daños debido a filtraciones de agua.
El 27 de mayo de 2014, en la gruta situada debajo de la iglesia se incendiaron unas cortinas que provocaron algunos daños menores.Los copropietarios de la iglesia emprendieron una importante renovación a partir de septiembre de 2013. y después de un procedimiento de candidatura de emergencia que evitó el proceso de 18 meses para la mayoría de los sitios, a pesar de la oposición de los Estados Unidos e Israel.

## La administración actual: el "statu quo"
Los derechos de propiedad, el uso litúrgico y el mantenimiento de la iglesia están regulados por un conjunto de documentos y entendimientos conocidos como el status quo.La iglesia es propiedad de tres autoridades eclesiásticas, la ortodoxa griega (la mayor parte del edificio y el mobiliario), la católica y la apostólica armenia (cada una de ellas con propiedades menores).La ortodoxa copta y la ortodoxa siríaca tienen derechos menores de culto en la iglesia armenia en el crucero norte y en el Altar de la Natividad. Ha habido repetidas peleas entre los monjes en formación por el respeto silencioso a las oraciones de los demás, los himnos e incluso la división del espacio del suelo para las tareas de limpieza.A menudo se llama a la policía palestina para restablecer la paz y el orden.

## Descripción
La pieza central del complejo de la Natividad es la Gruta de la Natividad, una cueva que alberga el lugar donde se dice que nació Jesús.

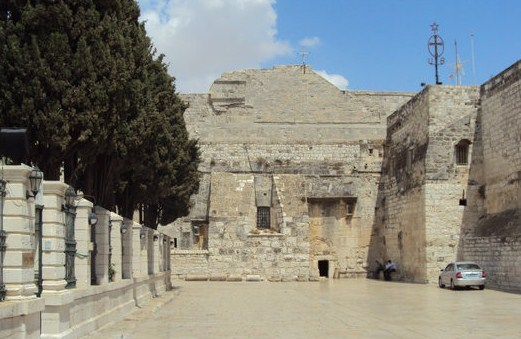
Plaza del Pesebre y fachada de la Basílica.

El núcleo del complejo conectado a la Gruta consiste en la propia iglesia de la Natividad y la adyacente iglesia católica de Santa Catalina, al norte de ella. A la basílica se accede por una puerta muy baja llamada "Puerta de la Humildad". 

### Patio exterior
La plaza principal de Belén, la plaza del Pesebre, es una prolongación del gran patio pavimentado que hay frente a la iglesia de la Natividad y Santa Catalina. Aquí se reúnen multitudes en Nochebuena para cantar villancicos antes de los servicios de medianoche.

### Pórtico
Es una especio al que se accede desde el exterior a través de una puerta de baja altura que debe cruzarse de rodillas, denominada como "Puerta de la Humildad". A continuación, hay una puerta de madera tallada para acceder al interior de la basílica.  

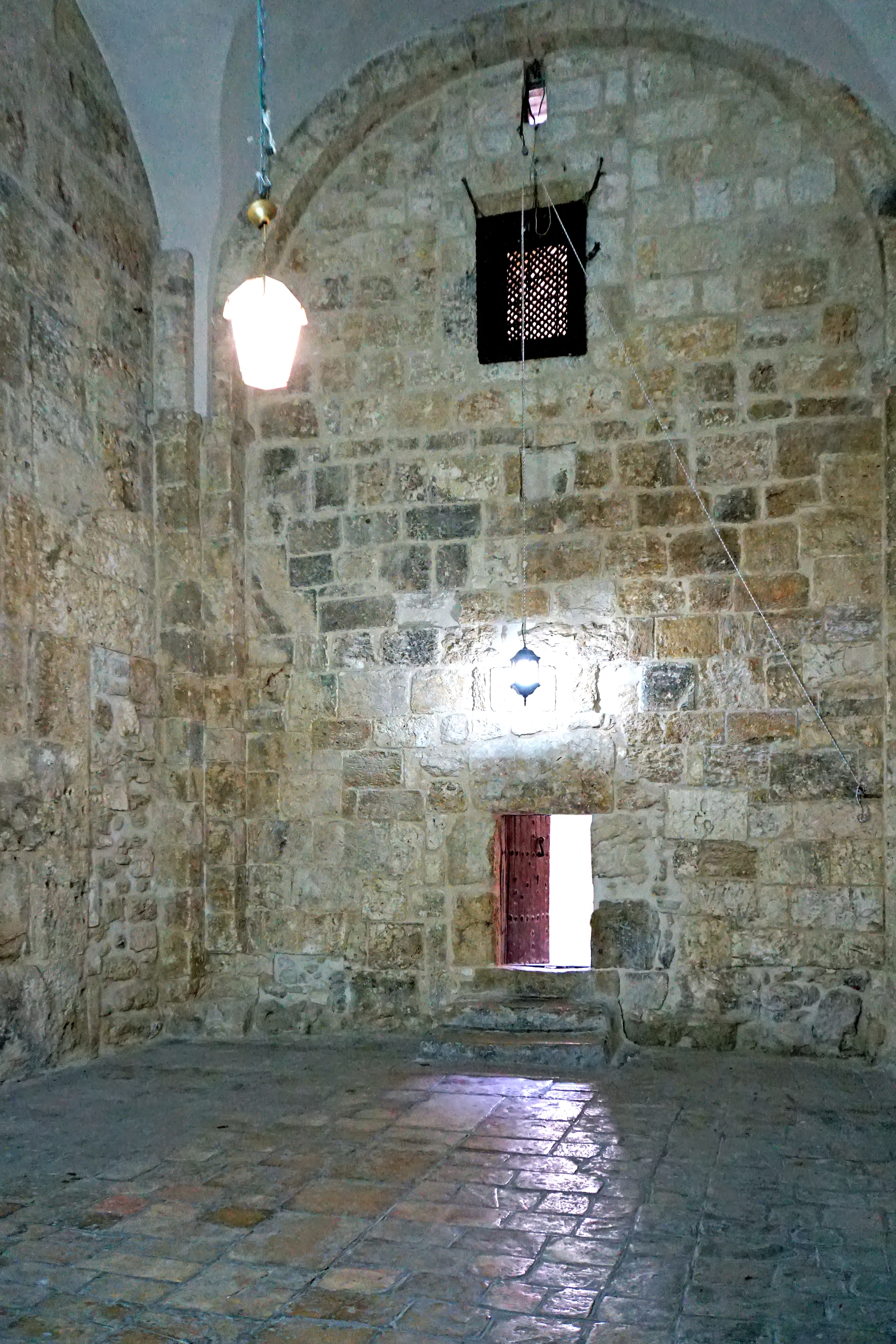
Puerta de la Humildad vista desde el interior del pórtico.

### Nave
Las paredes interiores de la iglesia presentan mosaicos dorados medievales que cubrían las paredes laterales y que ahora se han perdido en gran parte. El suelo original de estilo románico de la basílica ha sido cubierto con losas, pero hay una trampilla en el suelo que se abre para revelar una parte del pavimento de mosaico original de la basílica original de Constantino. Hay 44 columnas de orden corintio que separan los pasillos entre sí y de la nave central, algunas de las cuales están pintadas con imágenes de santos, como el monje irlandés Catald (fl. siglo VII), el patrón de los normandos sicilianos, Canuto IV (c. 1042-1086), rey de Dinamarca, y Olaf II (995-1030), rey de Noruega.En el pasillo sur de la basílica hay una escultura que representa a Jesús nacido, una imagen de la Inmaculada Concepción y una pintura que representa la Natividad. En el pasillo norte, hay pinturas que representan la Anunciación, el Sueño de José, y un icono de San José.

Un complejo conjunto de lámparas de santuario se encuentran distribuidas por todo el edificio. El techo abierto deja al descubierto las vigas de madera, recientemente restauradas. La restauración anterior, del siglo XV, utilizó vigas donadas por el rey Eduardo IV de Inglaterra, quien también donó plomo para cubrir el techo; sin embargo, este plomo fue tomado por los turcos otomanos, quienes lo fundieron para obtener munición para usar en la guerra contra Venecia.

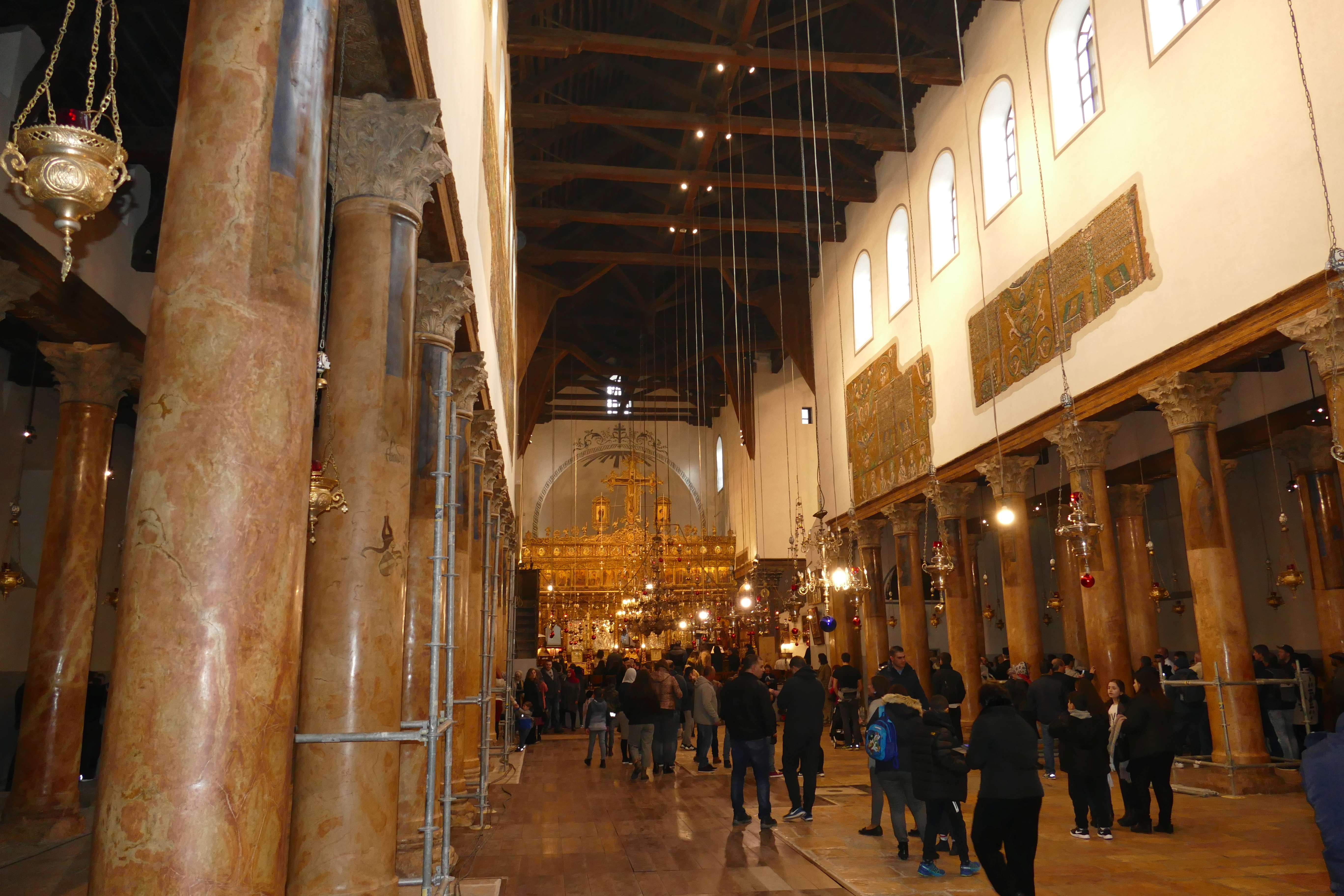
Nave de la Basílica.
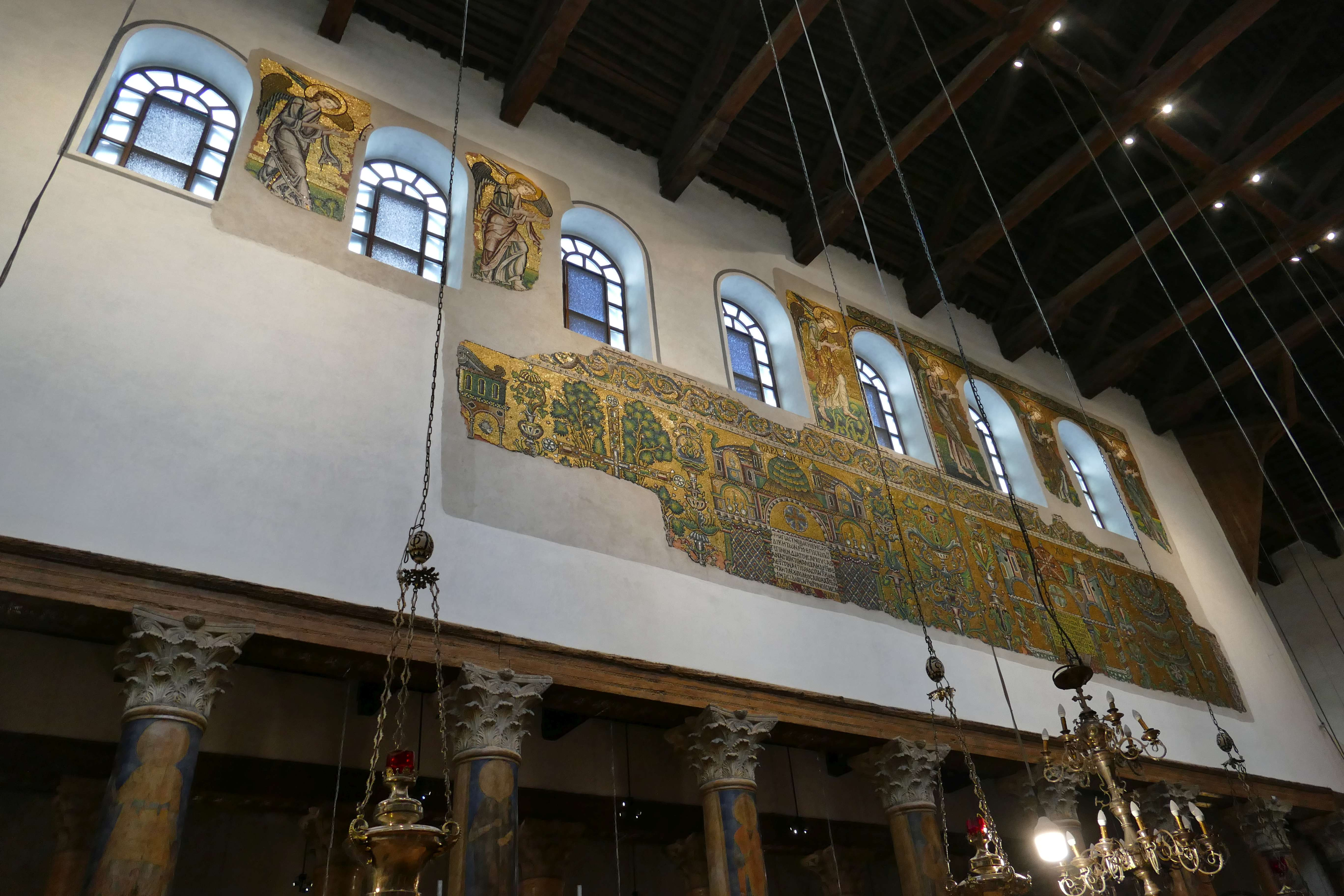
Mosaicos bizantinos en las paredes laterales de la nave.

### Presbiterio

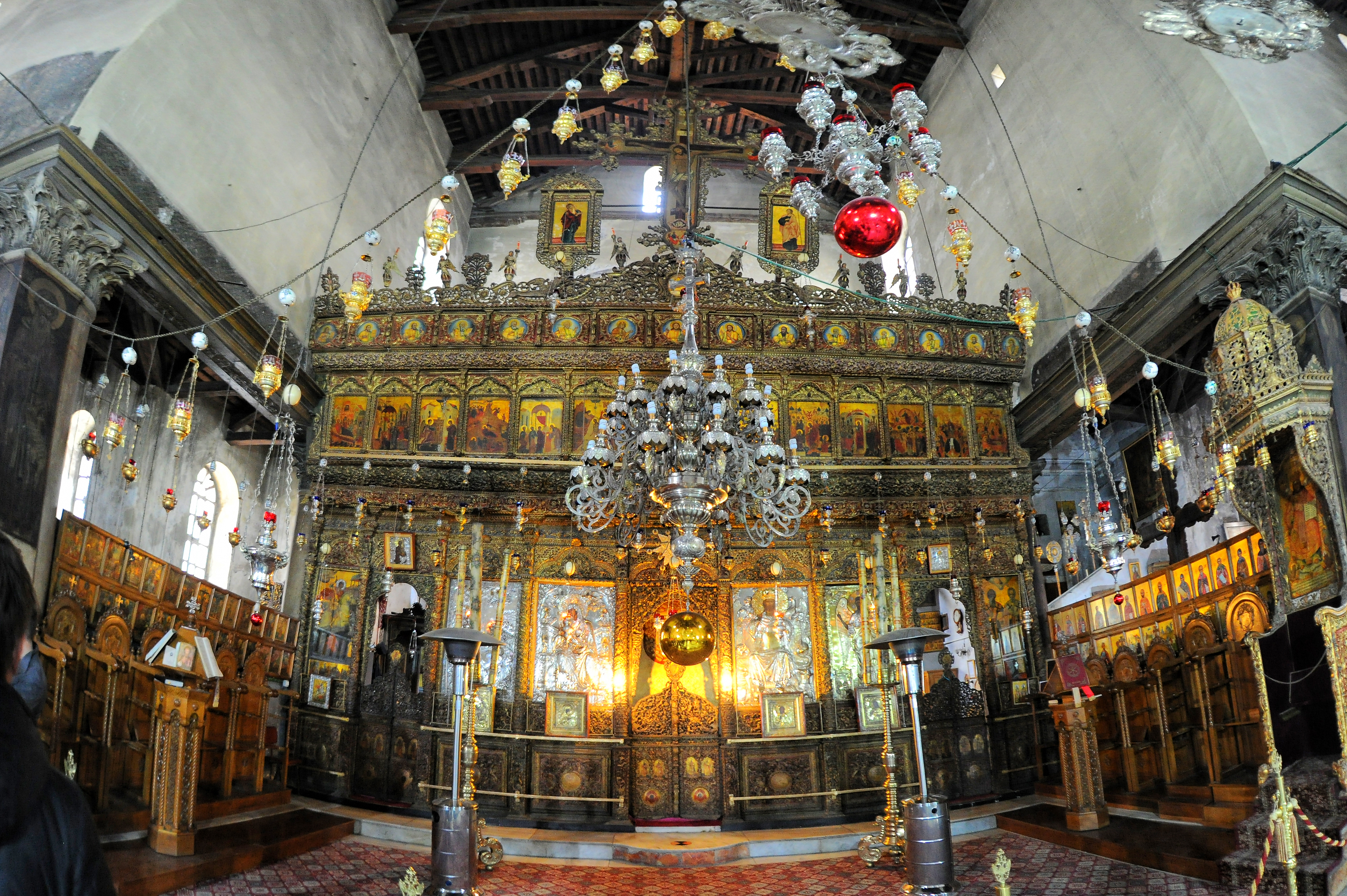
Presbiterio.

El extremo oriental de la iglesia consta de un presbiterio elevado administrado por los ortodoxos, cerrado por un ábside que contiene el altar principal y separado del presbiterio por un gran iconostasio dorado. A la derecha hay un trono para el organizador del rito, a la izquierda se encuentra un púlpito, y al centro un gran candelabro plateado que cuelga del techo. En los costados de las puertas del iconostasio hay imágenes de la Virgen María y de Cristo, así como de San Jorge, San Juan Bautista y de la Natividad. La puerta principal está decorada con detalles en madera dorada e imágenes de santos. En la parte superior hay imágenes de la Anunciación, la Presentación y la Visitación al Templo, así como una pintura de un crucifijo. Unas escaleras a ambos lados del presbiterio conducen a la gruta.

### Gruta de la Natividad
Dos escaleras a ambos lados del presbiterio dan acceso a la Gruta de la Natividad, lugar donde se dice que nació Jesús, es un espacio subterráneo que forma la cripta de la Basílica de la Natividad. Está situada debajo de su altar mayor y normalmente se accede a ella por dos escaleras a ambos lados del presbiterio. La gruta forma parte de una red de cuevas a las que se accede desde la iglesia adyacente de Santa Catalina. El corredor en forma de túnel que conecta la Gruta con las otras cuevas normalmente está cerrado.
La cueva tiene un nicho oriental que se dice que es el lugar donde nació Jesús, que contiene el Altar de la Natividad. El lugar exacto donde nació Jesús está marcado debajo de este altar por una estrella de plata de 14 puntas con la inscripción en latín Hic De Virgine Maria Jesus Christus Natus Est-1717 ("Aquí nació Jesucristo de la Virgen María-1717"). Fue instalada por los católicos en 1717, retirada -supuestamente por los griegos- en 1847 y reemplazada por el gobierno turco en 1853. La estrella está colocada en el suelo de mármol y rodeada de 15 lámparas de plata que representan a las tres comunidades cristianas: seis pertenecen a la ortodoxa griega, cuatro a la católica y cinco a la apostólica armenia. El Altar de la Natividad es mantenido por las iglesias ortodoxa griega y apostólica armenia . El significado de las 14 puntas de la estrella es representar los tres conjuntos de 14 generaciones en la genealogía de Jesucristo. Primero 14 desde Abraham hasta David, luego 14 desde David hasta la cautividad babilónica, luego 14 más hasta Jesucristo. En el centro de la estrella de 14 puntas hay un agujero circular, a través del cual se puede alcanzar para tocar la piedra que se dice es la piedra original sobre la que María se recostó cuando dio a luz a Jesús. En el ábside sobre el altar había un mosaico del siglo XII que representaba la Natividad; la base del mosaico decía "Gloria in excelsis Deo et in terra pax hominibus bonae voluntatis" ("Gloria a Dios en las alturas y en la tierra paz a los hombres de buena voluntad"), que sufrió daños por un incendio en el siglo XIX. Todavía se pueden ver fragmentos del mosaico en el ábside, pero están cubiertos por un icono durante las celebraciones litúrgicas de los griegos y armenios.

Los católicos están a cargo de una sección de la gruta conocida como la "Gruta del Pesebre", que marca el lugar tradicional donde María colocó al bebé recién nacido en el pesebre. El Altar de los Magos está ubicado justo enfrente del lugar del pesebre. Este está decorada con un pinturas católicas y ortodoxas que representan el tránsito de la Virgen María, la Virgen con el Niño Jesús, la Ascensión de Jesús, a Juan Bautista con el Niño Jesús, la Resurrección de Cristo, el Descendimiento, la Crucifixión, la Resurrección, la Anunciación y la Asunción de la Virgen. Los franciscanos también están a cargo de una puerta, en el extremo opuesto del Altar de la Natividad, que se abre a un pasadizo que conecta la gruta con las capillas subterráneas de la iglesia de Santa Catalina.

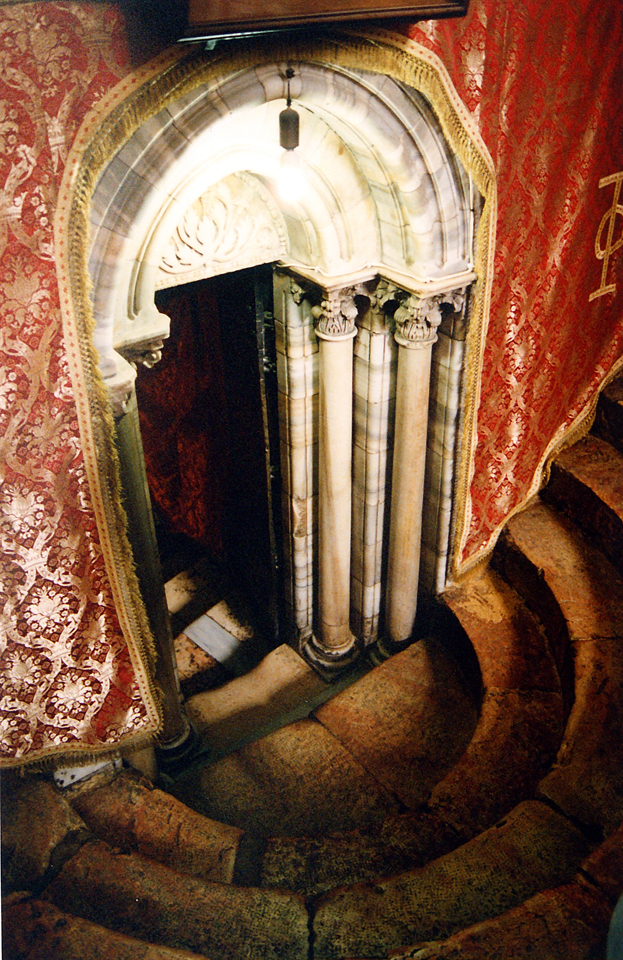
Entrada a la Gruta de la Natividad.
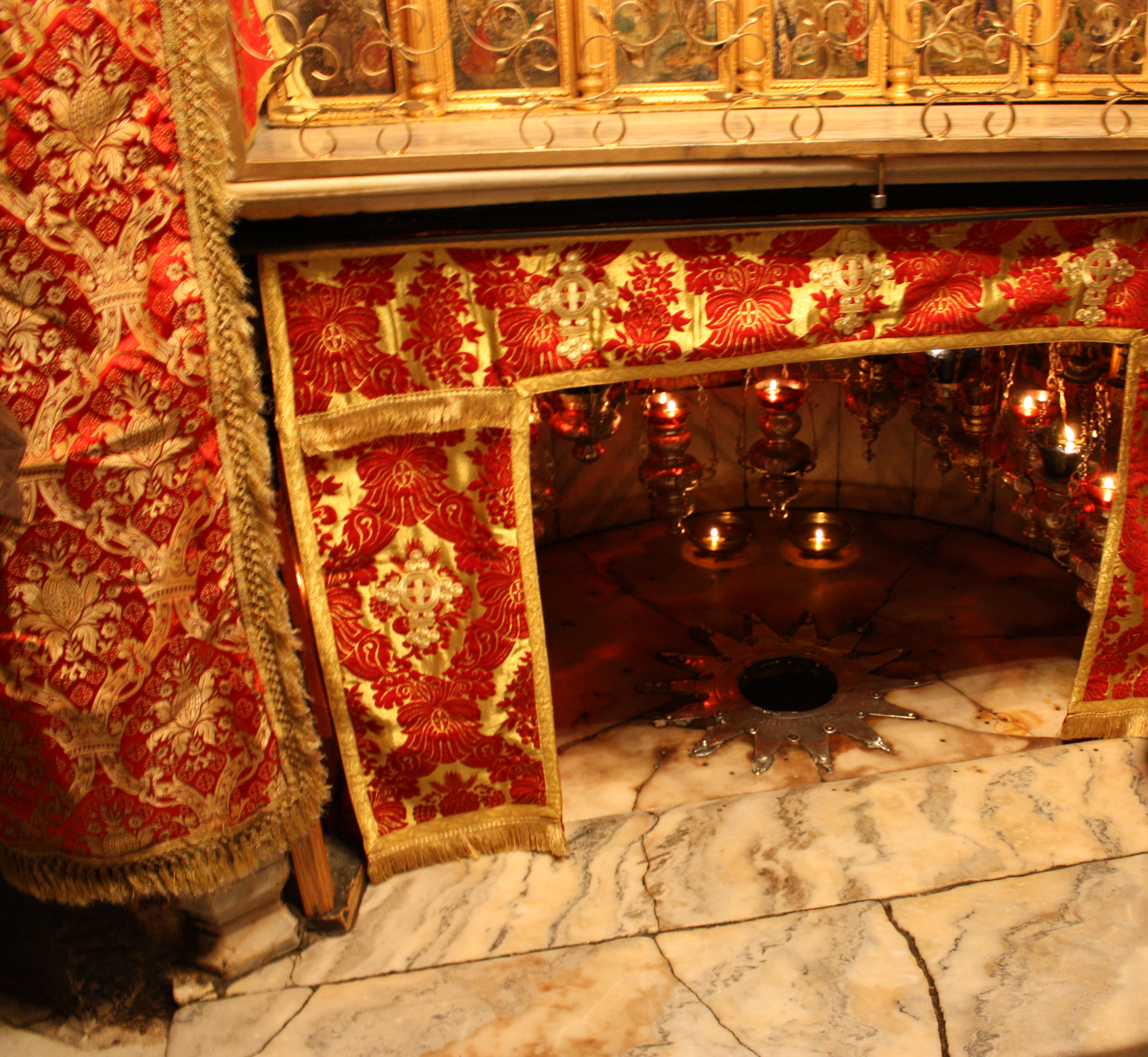
Altar de la Natividad, con el lugar exacto del nacimiento de Jesús marcado con una estrella de plata de 14 puntas.
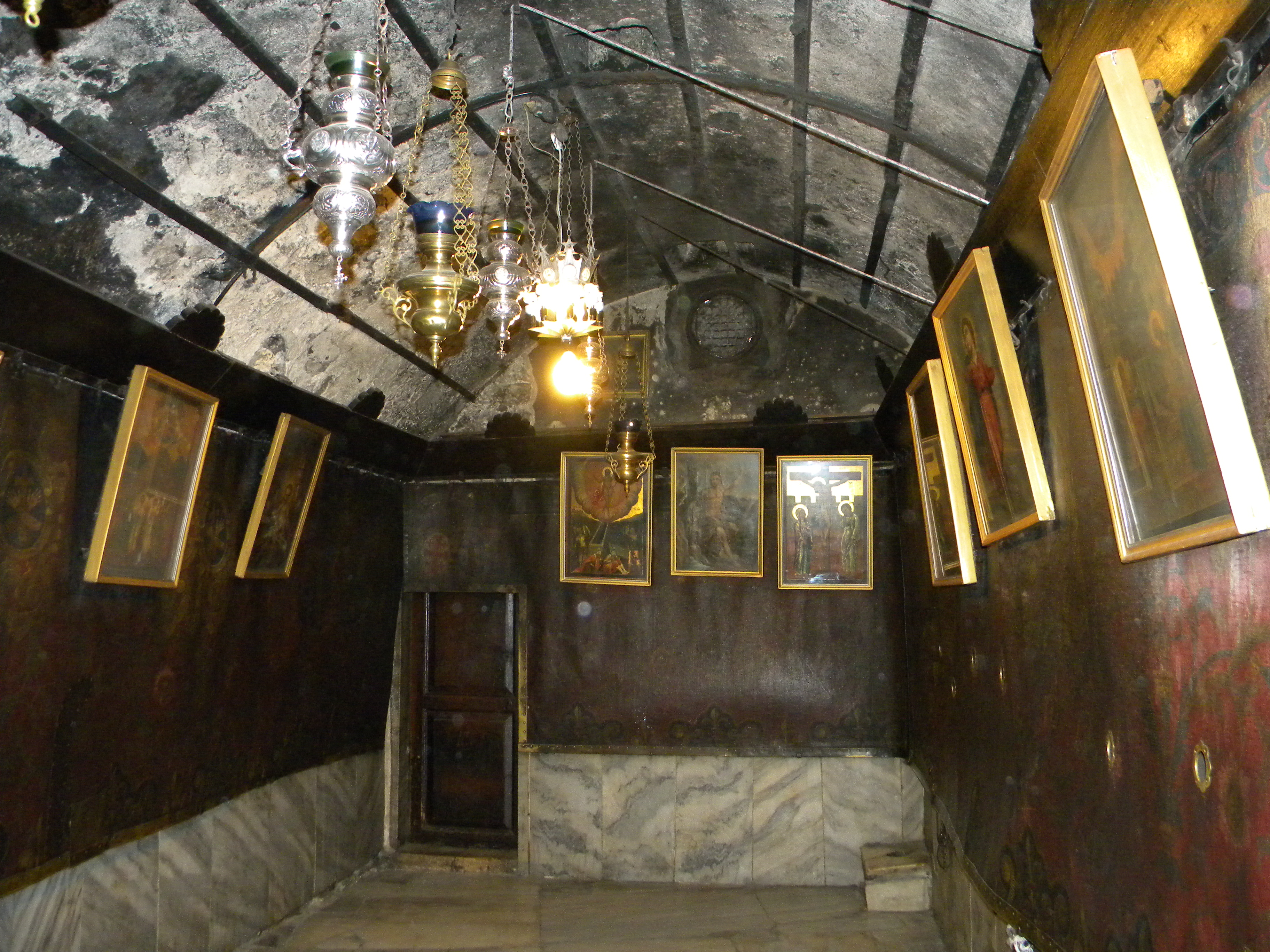
Sección oeste de la Gruta de la Natividad, frente al altar.
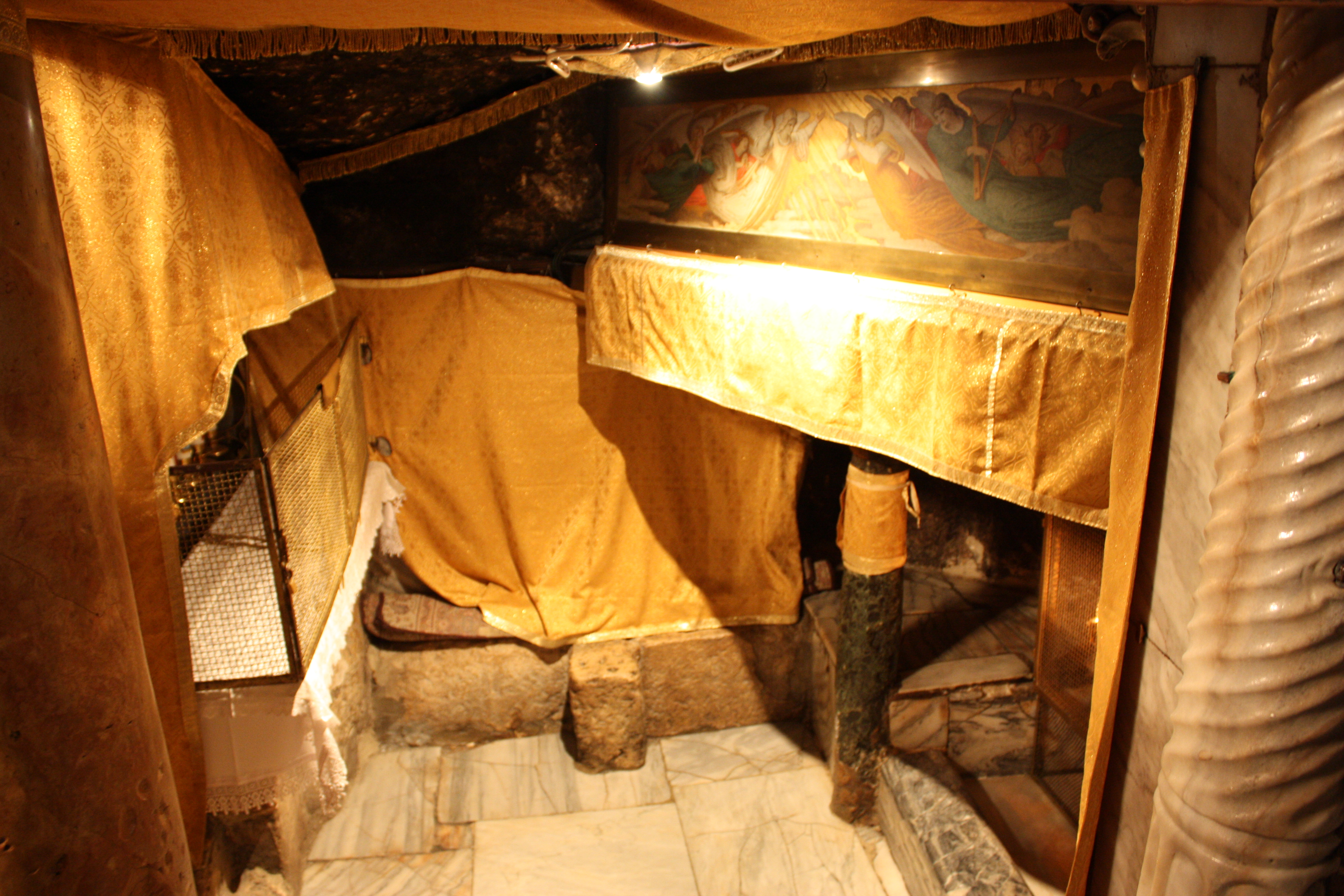
Gruta del Pesebre y Altar de los Magos.
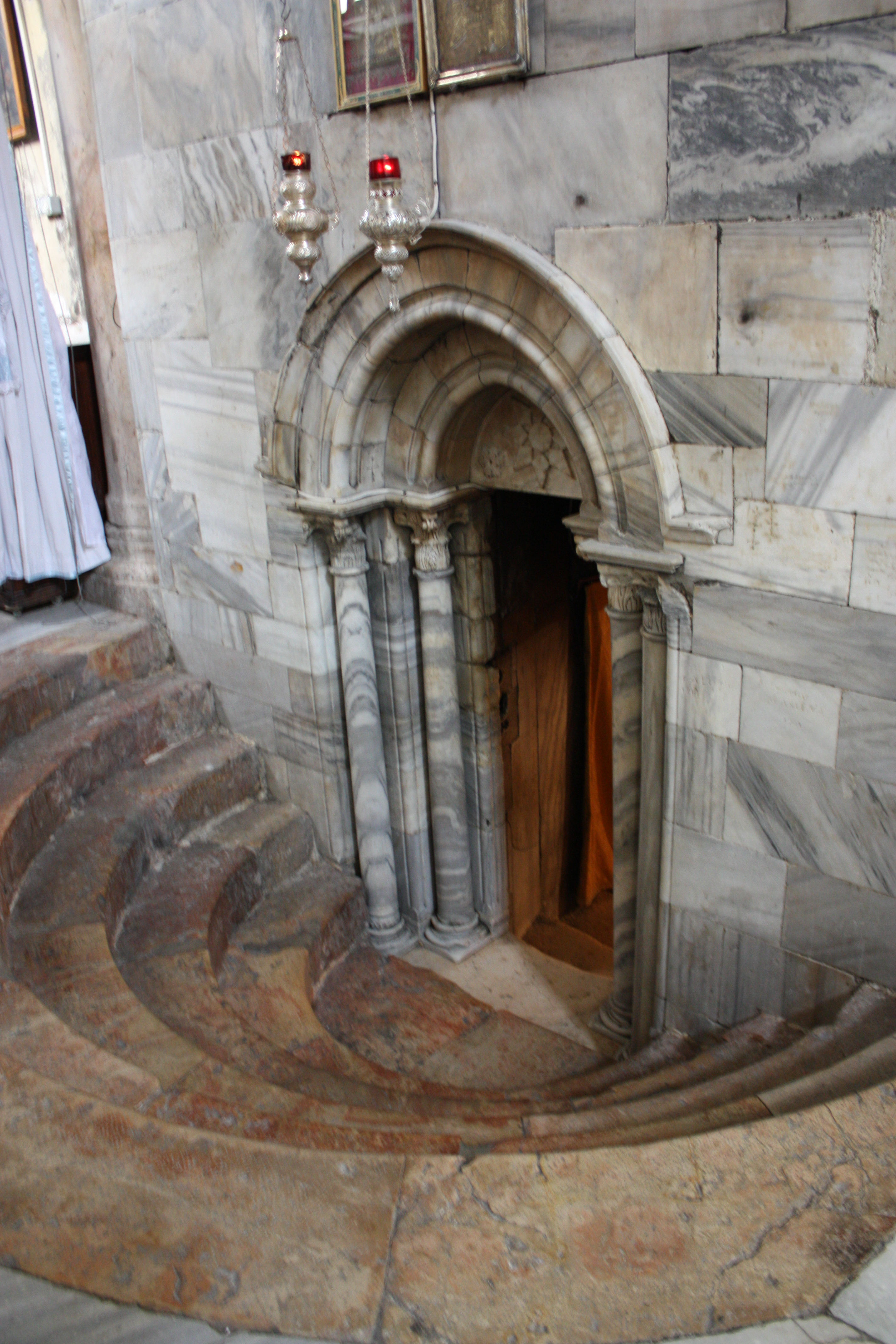
Salida de la Gruta de la Natividad.

### Grutas de Santa Catalina
En las cuevas a las que se accede desde Santa Catalina se encuentran varias capillas, entre ellas la capilla de San José, que conmemora la aparición del ángel a José, ordenándole huir a Egipto; la capilla de los Inocentes, que conmemora a los niños asesinados por Herodes; y la capilla de San Jerónimo, en la celda subterránea donde, según la tradición, vivió mientras traducía la Biblia al latín (la Vulgata).

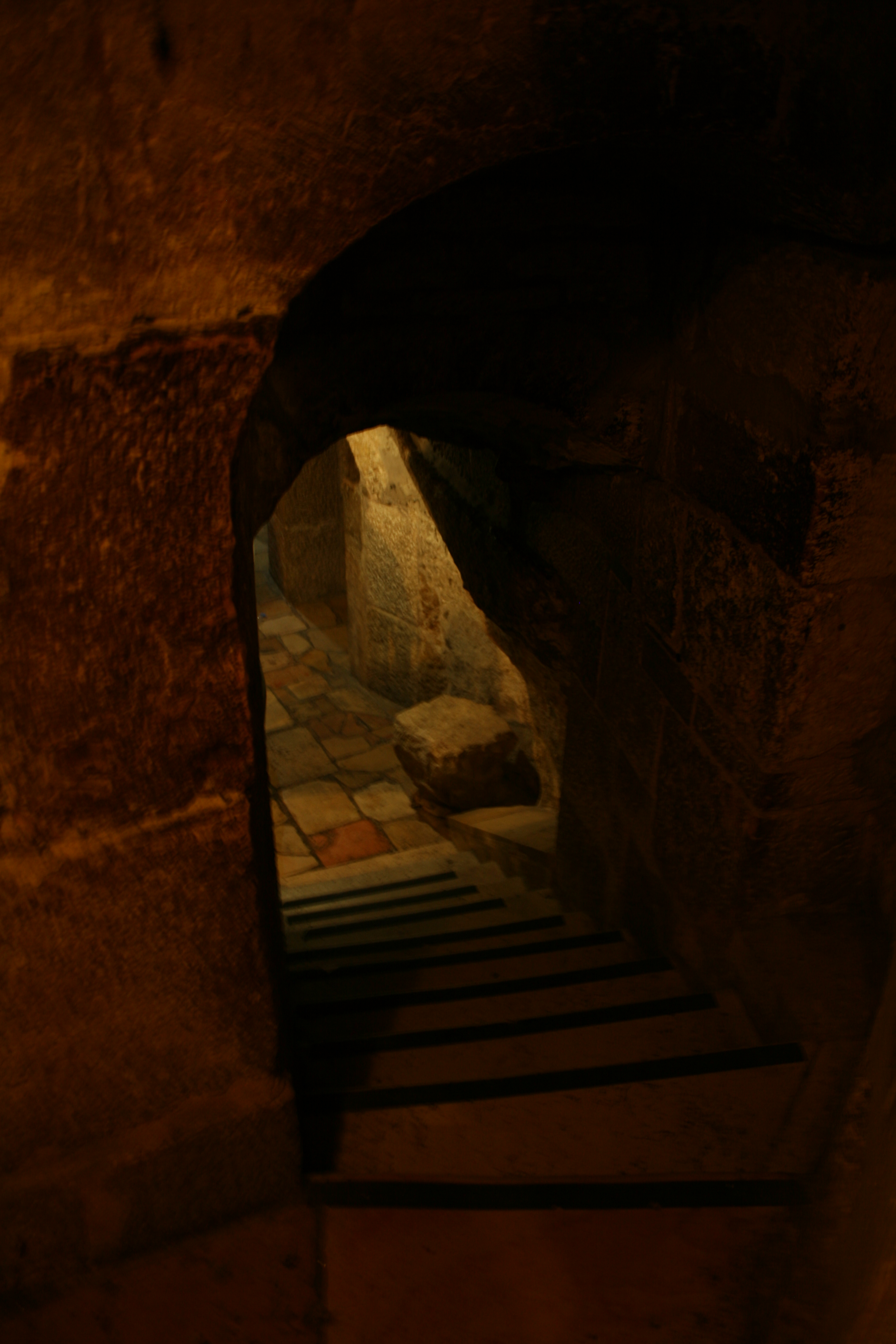
Gruta bajo la iglesia
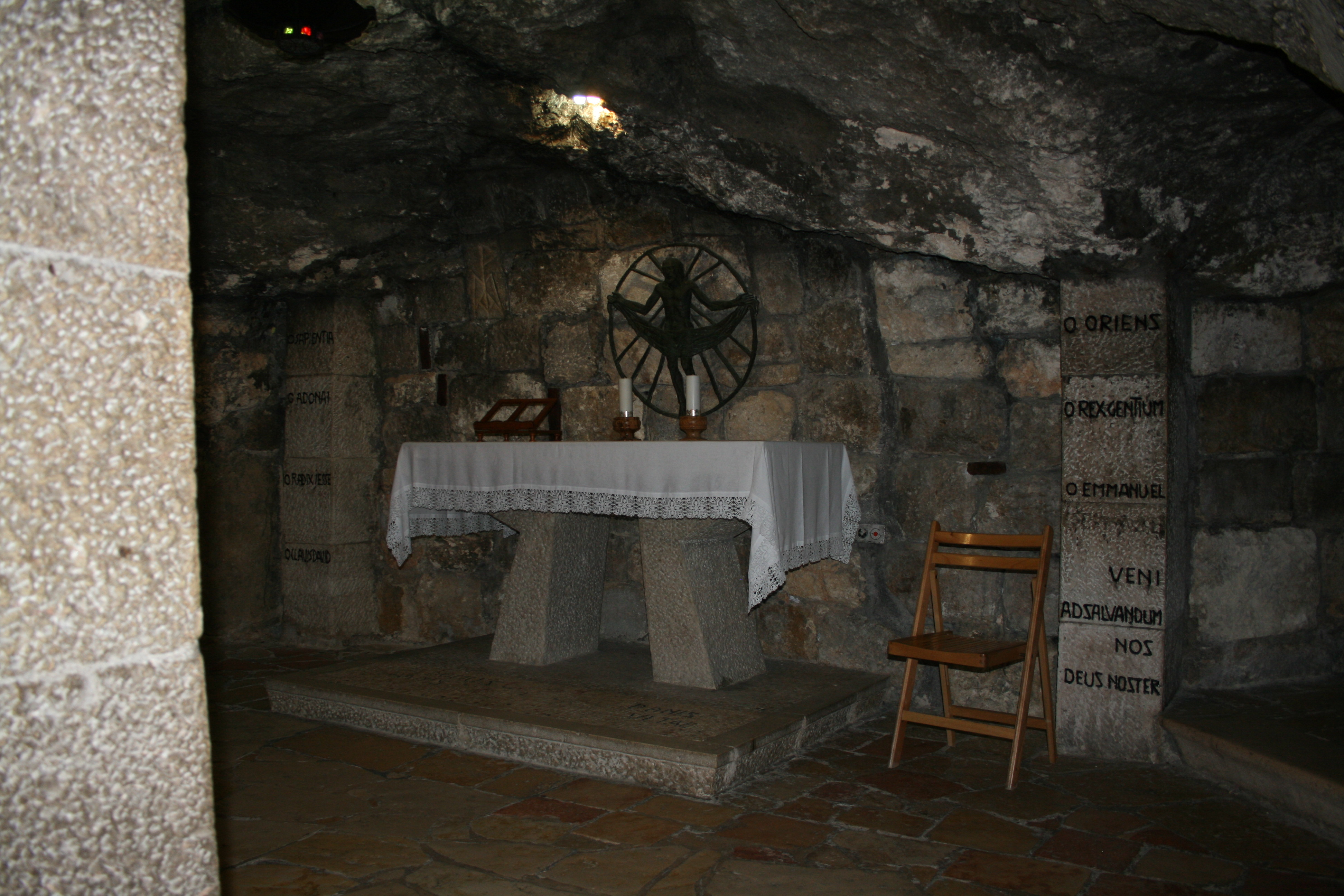
Gruta de San José
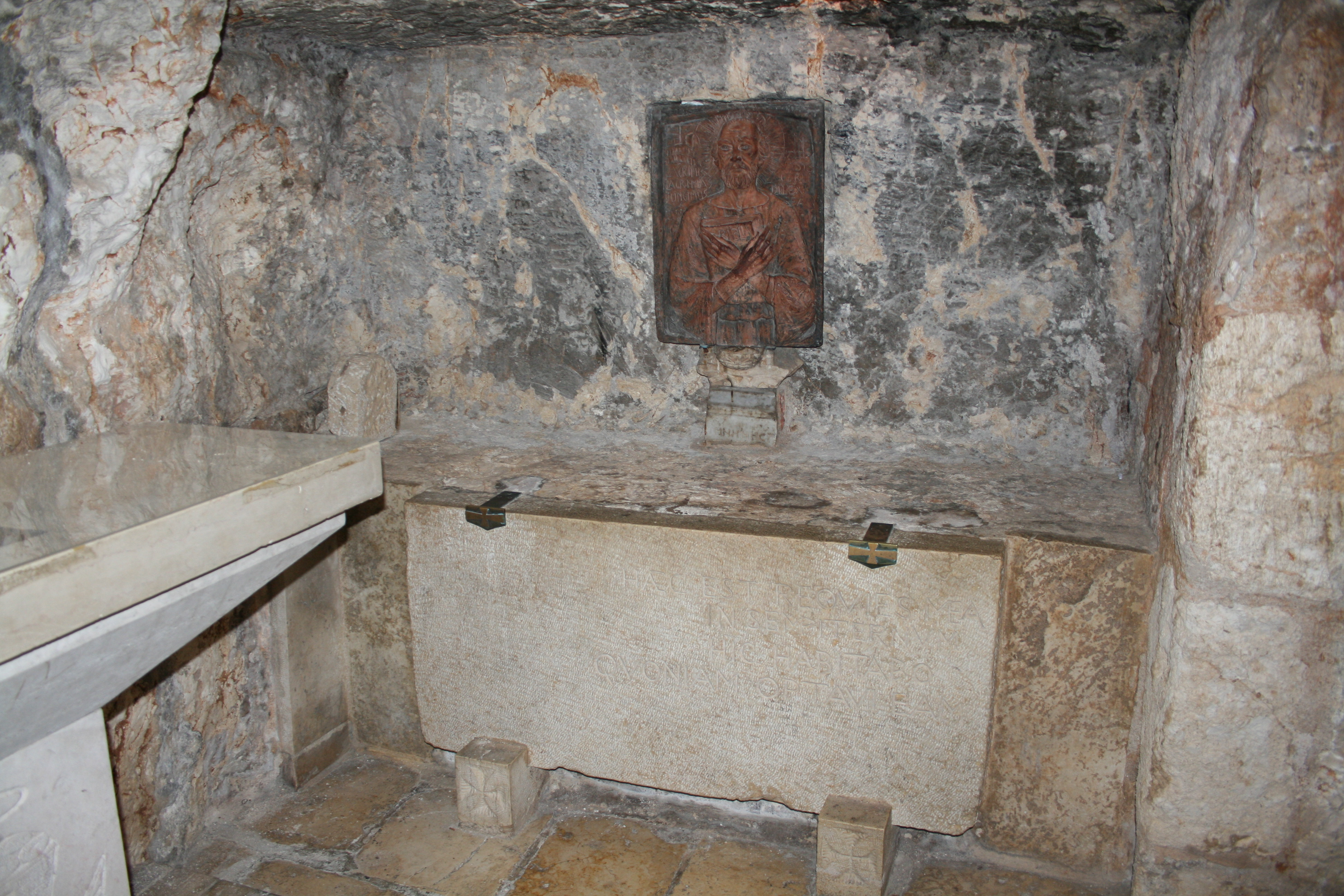
Gruta de San Jerónimo
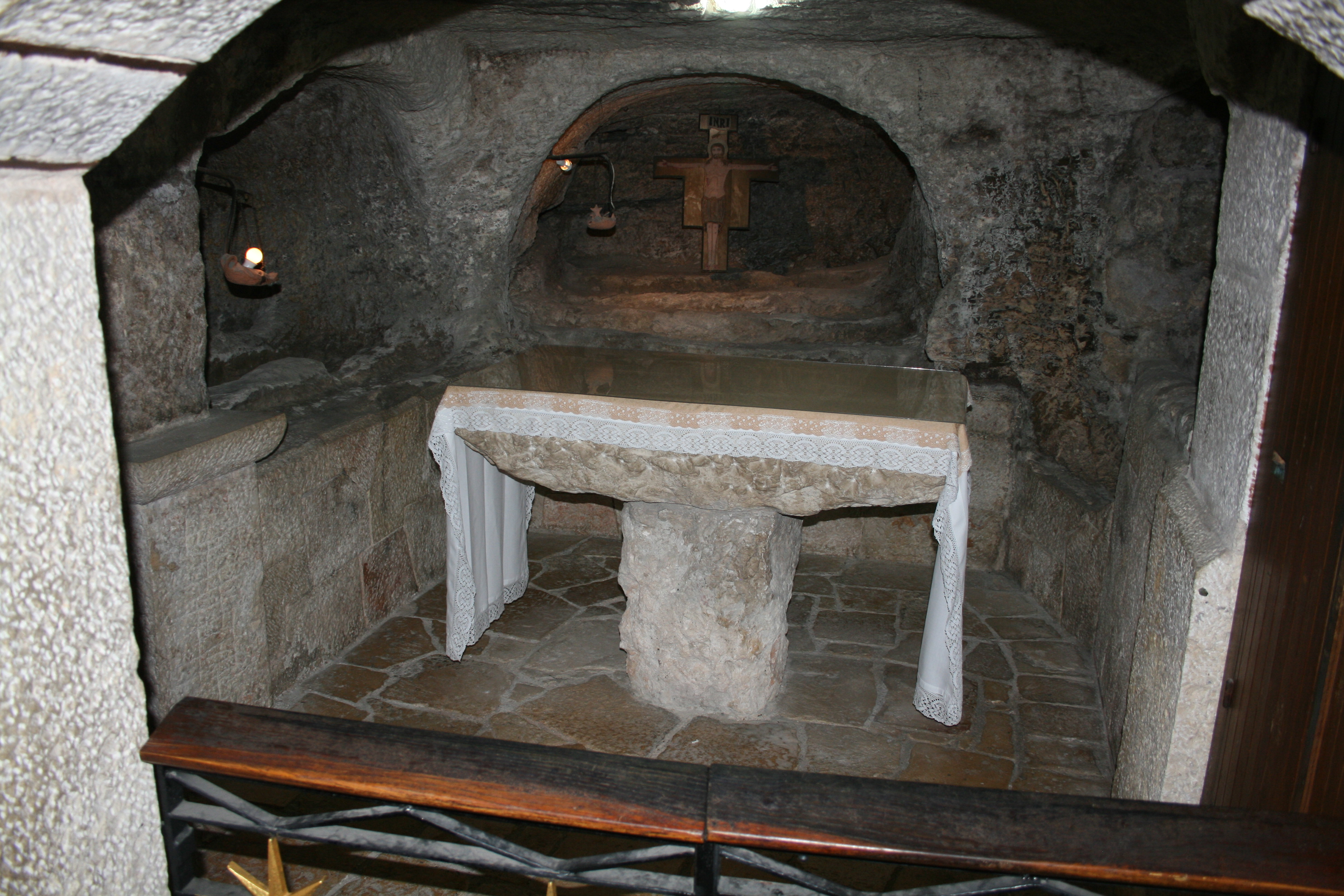
Gruta de los Santos Inocentes
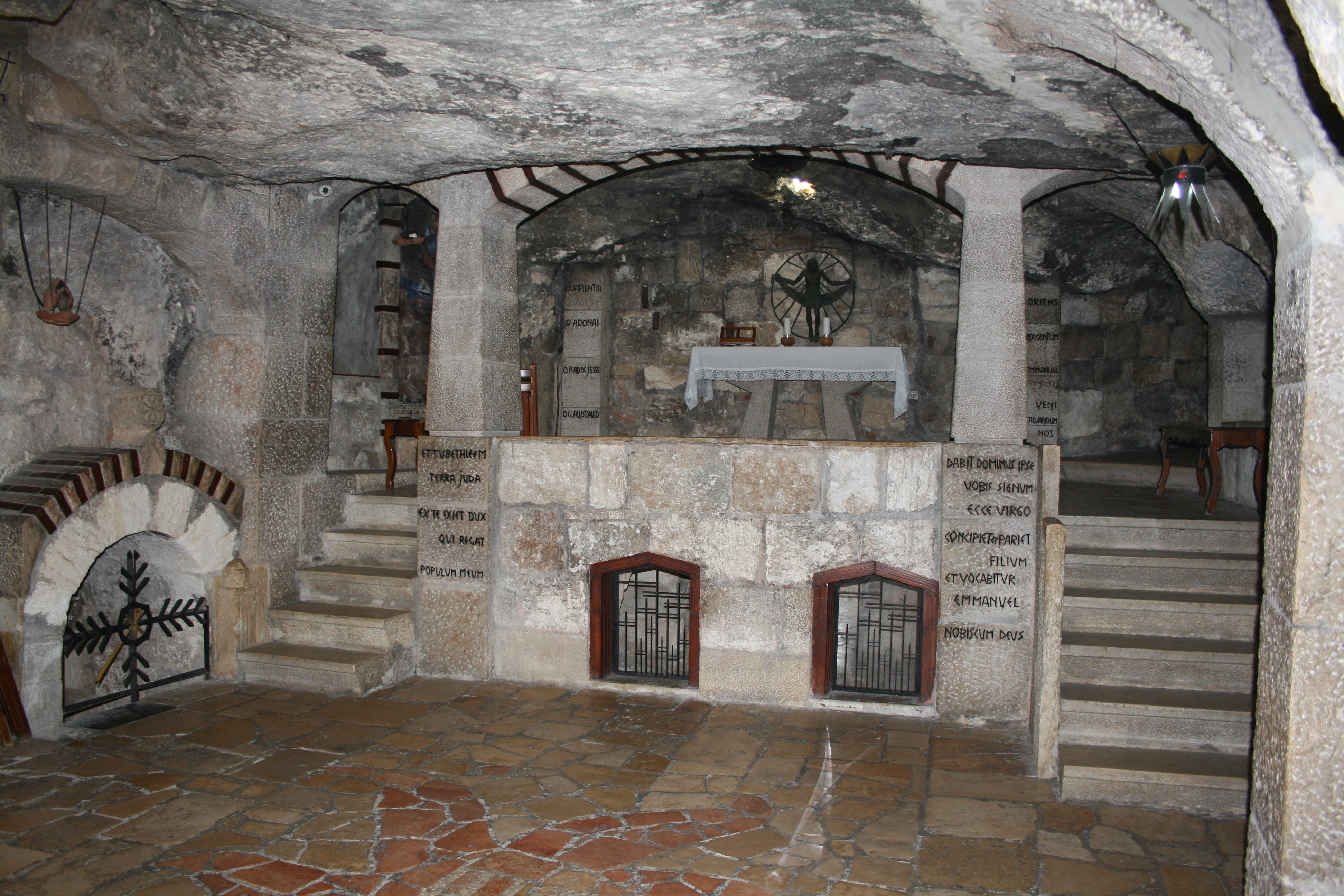
Gruta de San José